# جون لامبرت جيبسون
جون لامبرت جيبسون هو سياسي كندي، ولد في 7 مارس 1906 في فانكوفر في كندا، وتوفي بنفس المكان في 17 ديسمبر 1986. انتخب عضو مجلس العموم الكندي.